# مسعود کوهستانی نژاد
مسعود کوهستانی نژاد (زادهٔ ۱۳۴۲، تهران) پژوهشگر، مورخ، نویسنده در حوزهٔ تاریخ معاصر ایران است. وی بنیان‌گذار وب‌سایت «سند ایران» بوده و به مطالعات و پژوهش در زمینهٔ تاریخ مطبوعات و تاریخ معاصر ایران اشتغال دارد.

## زندگی و تحصیلات
مسعود کوهستانی‌نژاد در سال ۱۳۴۲ در تهران متولد شد. تحصیلات ابتدایی خود را در مدرسه فرخی تهران گذراند و سپس به کنسرواتوار عالی موسیقی تهران پیوست که تحت ریاست علی رهبری اداره می‌شد. در این دوران از آموزش‌های  خانم نوین افروز در کنسرواتوار بهره برده و توانست در رشته نوازندگی پیانو فارغ‌التحصیل شود.
وی پس از مدتی مسیر تحصیلی خود را تغییر داد و در ابتدا به تحصیل در رشته شیمی پرداخت. با این حال، علاقهٔ او به تاریخ باعث شد که مجدداً در کنکور شرکت کرده و در رشته تاریخ دانشگاه تهران پذیرفته شود. در دوران دانشجویی، پژوهش‌های او بر تاریخ ایران باستان متمرکز شد و در همین زمان، اطلس‌های تاریخی ساسانیان را تدوین کرد که با استقبال اساتیدی همچون خانم شیرین بیانی و  محمدجواد مشکور همراه بود.

## فعالیت‌های پژوهشی و رسانه‌ای
کوهستانی نژاد تمرکز اصلی خود را بر پژوهش در تاریخ معاصر ایران و تاریخ مطبوعات قرار داد. او سال‌ها در حوزهٔ روزنامه‌نگاری فعالیت داشت و مدتی نیز هفته‌نامه «نوین» را منتشر کرد. علاوه بر فعالیت مطبوعاتی، در سال ۱۳۸۸ وب‌سایت «سرای تاریخ» را تأسیس کرد که در جشنواره رسانه‌های دیجیتال مقام نخست را در بخش ایران‌شناسی و مبلغ و مروج فرهنگ و هنر ایران را کسب نمود. وی پس از آن، وب‌سایت «سند ایران» را راه‌اندازی کرد که به ارائه اسناد تاریخی ایران از دوره ناصرالدین‌شاه تا انقلاب ۱۳۵۷  می‌پردازد.

## آثار و تألیفات
مسعود کوهستانی نژاد تألیفات متعددی در حوزه تاریخ معاصر ایران دارد. از جمله آثار و پژوهش‌های او می‌توان به مقالات، کتاب‌ها و مصاحبه‌های متعددی اشاره کرد که در ادامه به معرفی آنها می‌پردازیم:
- کتاب چالش‌ها و تعاملات ایران و عراق در نیمه نخست سده بیستم/نشر نی
- کتاب جزایر ایرانی خلیج فارس/انتشارات دنیای اقتصاد
- کتاب مرداد خاموش/ مرکز اسناد انقلاب اسلامی
- کتاب مصاحبه با تاریخ سازان عصر قاجار/انتشارات پیام امروز
- کتاب چالش مذهب و مدرنیسم/نشر نی
- کتاب اختیارات، اصلاحات و لوایح قانونی دکتر محمد مصدق/نشر نی
- کتاب سینما در عصر مشروطه (پژوهشی در هنر عصر مشروطیت) کتاب اول
- کتاب موسیقی در عصر مشروطه (پژوهشی در هنر عصر مشروطیت) کتاب دوم
- کتاب روحانیت و بهائیان (نیمه اول سال ۱۳۳۴) از سخنرانی‌های حجت الاسلام فلسفی تا قصد مهاجرت آیت الله بروجردی از ایرا/مرکز اسناد انقلاب اسلامی
- کتاب تاریخچه مجلس سنا (۱۳۲۴–۱۳۳۰ ق)/انتشارات کتابخانه مجلس
- کتاب بلوچستان در عصر قاجار (گزیده جراید و مطبوعات) وقایع اتفاقیه، روزنامه ایران، حبل المتین کلکته، رعد و…
- کتاب اسناد دادگاه‌ها و هیئت‌های منصفه مطبوعاتی از انقلاب مشروطه تا انقلاب اسلامی
- کتاب حزب ایران/انتشارات شیرازه
- کتاب اسناد و گزارش‌های گروه‌ها، انجمن‌ها و اتحادیه‌های مطبوعاتی
- کتاب اسناد مطبوعات
- واقعه خراسان
- کتاب دغدغه های یک زن ایرانی در جنگ جهانی دوم
- کتاب نمایش در ایران (گزیده اسناد نمایش در ایران)
- کتاب شبه قوانین؛ لوایح قانونی دکتر محمد مصدق (۱۳۳۱–۱۳۳۲ش)
- معرفی کتاب تاریخ ایران از محمد علی و محمد حسین فروغی
- کتاب اخبار و اعلان کتاب و کتابخانه‌ها به روایت مطبوعات
- کتاب مشروطیت ایران و رمان فارسی
- کتاب شروطیت ایران و رمان خارجی
- کتاب خاطرات شاهزاده خانم ایرانی، تاج السلطنه